# Острів (Смолевицький район, Пекалинська сільська рада)
Острів (біл. вёска Вострав) — село в складі Смолевицького району Мінської області, Білорусь. Село підпорядковане Пекалинській сільській раді, розташоване в центральній частині області.